# Alcis poktussaria
Alcis poktussaria là một loài bướm đêm trong họ Geometridae.